# حذف جار
حذف الجار عند النحاة هو حذف حرف الجر في مواضع، بعضها قياسي، وبعضها سماعي.

## القياسي

### حذف الجار قبل أن وأن
من الحذف القياسي حذف الجار قبل أن وأنّ. يقال لا شك أنك عالم، ولا بد أنك ذاهب، ولا محالة أنك آت. والأصل على المصدر: لا شك في علمك، ولا بد من ذهابك، ولا محالة من إتيانك. ويجوز أن يقال: لا شك في أنك عالم، ولا بد من أنك ذاهب، وهلم جرا. وفي التنزيل العزيز: ﴿لا جرم أن لهم النار﴾ أي لا جرم من أن لهم النار.

ومن الأمثلة:
- أشهد أن لا إله إلا الله وأن محمدا رسول الله: أي أشهد بأن لا إله إلا الله وبأن محمدا رسول الله.
- ﴿فلا جناح عليه أن يطوف بهما﴾ أي في أن يطوف.
- ﴿وعجبوا أن جاءهم منذر منهم﴾ أي عجبوا لأن جاءهم أو من أن جاءهم.

ولكن لا يحذف الجار إذا جعل المصدر مكان أن. تقول: أنا راغب في لقائك، وطامع في إحسانك إليه، وحريص على صلتك.

### النصب على الزمانية
ومن القياسي النصب على الظرفية الزمانية،
إذ ينصب ظرف الزمان مطلقا سواء أكان مبهما أم مختصا، نحو:
- سرت حينا، ونمت ليلة، على شرط أن يتضمن معنى في.
- قدمت من سفري ليلا أي في الليل، وجاءني صبحا أي في الصبح.

### سقوط الجار
ومن القياسي سقوط الجار، الذي تتعدى به الأفعال اللازمة، في ظروف المكان المبهمة. وتعرف بكونها صالحة لكل مكان، مثل: مكان، ناحية، جهة، جانب، فوق، تحت، يمين، شمال، أمام، خلف، أسفل. ومثاله:
- مررت أمام قصر العدل. فتنصب أمام على الظرفية لأنها من الظروف المبهمة.[1]

## السماعي

### نزع الخافض مع ظرف المكان المختص
من الحذف السماعي نزع الخافض مع ظروف مكان مختصة.
والأصل الذي قرره جمهور النحاة هو دخول الجار على الظروف المختصة أي غير المبهمة. فتقول: مررت بدار فلان، فتدخل الباء الجارة على الدار لأنها ظرف مختص. وقد شذت مواضع نزع فيها الخافض مع ظروف مختصة، نحو: دخل الدار أو المسجد أو السوق. ونزل البلد، وسكن الشام، فقالوا إن النصب هنا على إسقاط الجار اتساعا لأن هذه المواضع هي ظروف مكان مختصة، والأصل فيها الجر، وإنها سماع فلا يقاس عليها. من ذلك قول جرير: 
```
فنصب الديار وليس ظرفا مبهما، فهو منصوب إذن على نزع الخافض اتساعا، لأنه على نية الجر. وأصله: تمرون بالديار أو على الديار.
```

وقول ساعدة: 
```
فنصب الطريق، وهو ظرف مختص.
```

وهناك أسماء معربة، عدل بها إلى الظرفية فنصبت. من ذلك:
- الخلل، وهو الفرجة بين الشيئين، وهذا هو الأصل. وقد عدل بهذا الاسم المفرد إلى الظرفية، فقال نصر بن سيار: أرى خلل الرماد وميض نار. وقد جمع الخلل على خلال. ونصب في الآية: ﴿فجاسوا خلال الديار﴾
- طي وثني، فقد جاءا ظرفين أيضا، فتقول أنفذت درج كتابي وطي كتابي وثني كتابي، ولكن تقول أيضا على الأصل أنفذته في درج كتابي وفي طيه وفي ثنيه.

واستعملت أثناء جمع ثني استعمال الاسم. ولكنها جاءت ظرفا في قول الشاعر الجاهلي عمر بن ماجد:
وجاءت أيضا في كلام بعض الأئمة: قال الرضي في شرح الكافية: فموضعها أثناء الكلام. وقال ابن خلدون في مقدمته: ومسائل من اللغة والنحو مبثوثة أثناء ذلك. وقال ابن الدباغ في نفح الطيب: وللنسيم أثناء ذلك المنظر الوسيم تراسل مشي.
- الضمن، وهو باطن الشيء وداخله. وجاء في لسان العرب في مادة ضمن: وأنفذته ضمن كتابي أي في طيه.
- الوفق: ووفق الشيء ما لاءمه، فيقال كنت عنده وفق طلعت الشمس أي حين طلعت أو ساعة طلعت.

ويقال أنفق المال على وفق المصلحة أو وفق المصلحة.
- الحسب، وحسب الشيء قدره وعدده، فيقال الأجر على حسب العمل أو بحسبه أو حسبه[1]